# Церковь Святого Христофора (Франкенхофен)
Церковь Святого Христофора (нем. St. Christophorus) — римско-католическая часовня, расположенная в районе Франкенхофен баварского города Бад-Вёрисхофен и относящаяся к епископству Аугсбурга. Здание, построенное в эпоху позднего Средневековья, было обновлено в 1690 году и повторно освящено в 1697; башня-колокольня была добавлена в 1745. Является памятником архитектуры.

## История и описание
Сегодняшнее здание часовни Святого Христофора стоит на месте своего предшественника, построенного в период позднего Средневековья: от того здания сохранились отдельные фрагменты. Часовня была перестроена в 1690 году и повторно освящена в 1697. Стукко использовался только в хоре часовни: изготовленные с его помощью украшения в виде цветочных гирлянд датируются 1740 годом.
Роспись потолка была создана Антоном Джозефом Вальхом в 1745 году: так, потолок нефа украшен изображением Четырнадцати святых помощников. Скамьи были созданы в XVIII веке, а деревянные скульптуры святых в основном датируются второй половиной XVII века. Главный алтарь часовни содержит изображения Христа и апостолов, которых также окружают небольшие деревянные фигурки Четырнадцати помощников. Боковые деревянные алтари, вероятно, были изготовлены около 1700 года — и отделаны под мрамор. На левом алтаре расположены круглые фронтоны с небольшими деревянными фигурами Святых Космы и Дамиана, относящиеся к концу XV века. Из двух колоколов на башне-колокольне, больший являлся подарком коммуны Шлинген: в 1899 году коммуна купила новые колокола, передав один из старых часовне Святого Христофора. Меньший колокол был доставлен в часовню в 1939 году, но был переплавлен уже в годы Второй мировой войны: новый колокол, отлитый в Кемптене, был куплен в 1948 году.

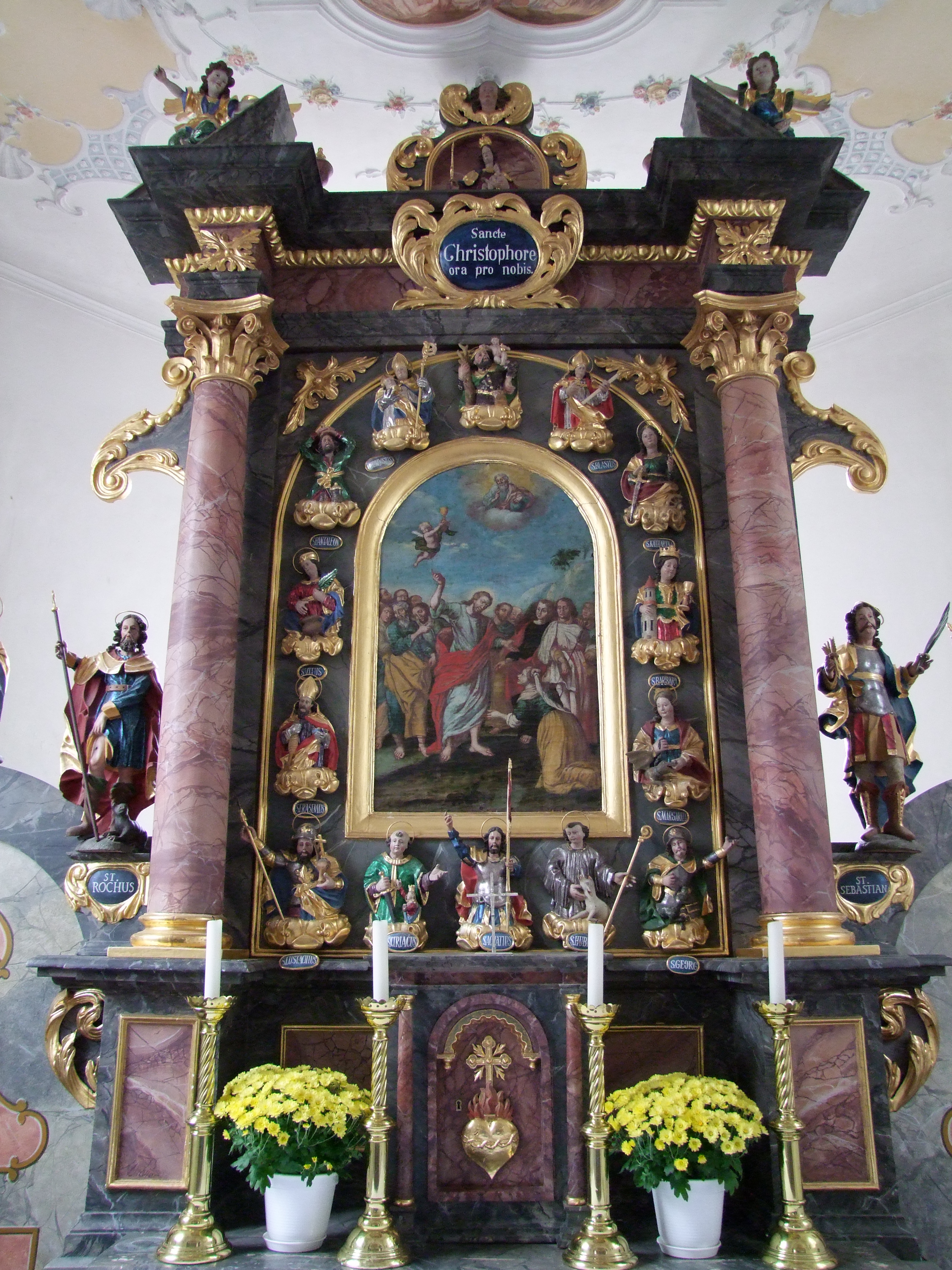
Главный «высокий» алтарь часовни